# Golpe de Estado en Ecuador de 2000
El golpe de Estado en Ecuador de 2000 fue un derrocamiento militar que tuvo lugar entre el 21 y el 22 de enero de 2000 y que produjo el derrocamiento del Presidente Jamil Mahuad, siendo reemplazado primero por un breve gobierno militar y luego por el entonces Vicepresidente Gustavo Noboa.  El golpe estuvo liderado por los generales de las Fuerzas Armadas del Ecuador, quienes desconocieron el mandato constitucional de Mahuad, establecieron un efímero gobierno militar —al que denominaron "Consejo Supremo de Estado", al mando de Carlos Mendoza y Telmo Sandoval, este último se autodeclaró públicamente jefe de Estado de Ecuador en el Palacio de Carondelet— y luego decidieron entregarle el gobierno a Noboa.
El golpe de Estado de las Fuerzas Armadas del Ecuador contra Mahuad se dio horas después de unas manifestaciones convocadas en Quito por parte de agrupaciones socialistas y de izquierda en contra de la dolarización —decretada por Mahuad pocas semanas antes— que se tomaron el edificio del Congreso Nacional del Ecuador el 21 de enero, y que en un acto meramente simbólico declararon ante los canales de televisión el establecimiento de un supuesto nuevo gobierno, la "Junta de Salvación Nacional", carente de poder real fuera del edificio. Las Fuerzas Armadas del Ecuador aprovecharon la conmoción causada —según algunas versiones las fuerzas armadas ecuatorianas estaban coordinando en secreto las manifestaciones— para retirar la obediencia militar a Mahuad, controlar a la agrupación Junta de Salvación Nacional, intentar establecer un gobierno militar llamado Consejo Supremo de Estado, y luego de no obtener apoyo internacional organizar el traspaso de poder a Noboa el 22 de enero.

## Antecedentes
Hubo una crisis económica severa en Ecuador, en gran parte debido a los malos manejos económicos de las administraciones anteriores. Un posible factor que motivó al descontento de los militares contra Mahuad fue la reducción de gastos militares luego de que Mahuad negociara y firmara la paz con el Perú —los altos gastos militares desde la Guerra del Cenepa de 1995, ya no se estimaban necesarios, y había una crisis fiscal que era de atención prioritaria— llegando un 60% de cortes en el presupuesto de las Fuerzas Armadas de Ecuador. 
La popularidad del Presidente Mahuad en Carondelet, basándose en encuestas de índices de aprobación de gestión durante su gobierno, había caído de 66% en 1998 a 7% en enero de 2000.
En los últimos días de 1999, Mahuad anunció el dolarización de la economía de Ecuador, junto con varios medidas económicas para acceder a créditos del Fondo Monetario Internacional.

## Cronología

### Petición de renuncia presidencial presentada por el alto mando militar
En la mañana del 21 de enero de 2000 las Fuerzas Armadas del Ecuador pidieron al presidente Jamil Mahuad que renuncie ante lo que el gobernante se negó y les pidió que sean abiertos si sus intenciones eran las de un derrocamiento militar. El general Carlos Mendoza, jefe del Comando Conjunto de las Fuerzas Armadas, expresó en rueda de prensa "Hace un momento conversamos con el presidente de la República. Nuestra responsabilidad es de mantener el ordenamiento jurídico. Le hemos pedido al presidente de la República que renuncie [...] El señor presidente conoce y seguramente se está cumpliendo la acción [de renuncia]". Dos minutos después que el alto mando militar le pidiera la renuncia, el presidente Mahuad se dirigió al país por televisión y respondió "Señores, si quieren tomar el poder por la fuerza, señores: tomen el poder por la fuerza" [...] "Cumpliré mis funciones... llegaré hasta donde Dios quiera que llegue".

### Motín del Congreso Nacional, triunvirato simbólico
En rechazo a la dolarización y otras políticas económicas anunciadas por Mahuad, organizaciones de izquierda convocaron a las muchedumbres indígenas, que se reunieron en Quito el 21 de enero de 2000, después de haber marchado desde la Amazonía y el norte del país, exigiendo la interrupción del proceso de dolarización, el retorno al sucre, y la renuncia de Mahuad, marcha a la cual se adhirió el coronel Lucio Gutiérrez junto a otros oficiales del ejército. Para el mediodía, la marcha ocupó el Congreso y el Tribunal Supremo al retirarse la policía. Lucio Gutiérrez, Carlos Solórzano, expresidente de la Corte Suprema de Justicia y cercano al Partido Roldosista Ecuatoriano de Abdalá Bucaram, y el presidente de la Confederación de Nacionalidades Indígenas del Ecuador (CONAIE) Antonio Vargas formaron un triunvirato simbólico llamado "Junta de Salvación Nacional", autoposesionándose dentro del edificio ocupado del Congreso, pero sin más poder que dentro de las instalaciones del edificio tomado. Esta novedad llevó a consultas entre los generales, políticos, y los diplomáticos de Estados Unidos sobre si mantener el apoyo a Mahuad.

### Derrocamiento y efímero gobierno militar
En las horas de la tarde y noche del 21 de enero, los manifestantes, liderados por la agrupación Junta de Salvación Nacional, se dirigieron al Palacio de Carondelet. El Alto Mando de las Fuerzas Armadas no acató la orden presidencial de desalojar a los amotinados y neutralizar a los manifestantes y en cambio retiró su obediencia al gobierno democrático de Jamil Mahuad. Mahuad no puso resistencia al identificar que estaba en proceso un golpe de Estado de las fuerzas armadas ecuatorianas y se refugió en la Embajada de Chile por invitación del presidente Eduardo Frei, quien también le ofreció asilo político en Chile, invitación esta última que Mahuad declinó.
En la noche del 21 de enero, el "gobierno" simbólico autoconformado por los manifestantes antidolarización había tomado el Palacio de Carondelet, situación con cobertura en vivo por la prensa televisiva. Ante esta conmoción mediática los jefes de las Fuerzas Armadas del Ecuador deciden entrar al Palacio de Carondelet tomado por los manifestantes y declarar el inicio de su propio gobierno militar llamado Consejo Supremo de Estado. El general Telmo Sandoval entra al Palacio de Carondelet autodeclarándose ante los medios de comunicación presentes jefe de Estado de Ecuador, consumando el golpe de Estado contra Mahuad. El gobierno militar toma bajo su control a la agrupación Junta de Salvación Nacional poniéndola bajo las órdenes del Consejo Supremo de Estado aprovechando la presencia de oficiales de ejército dentro de ese "gobierno" simbólico —oficiales liderados por los coroneles Lucio Gutiérrez y Fausto Cobo— para "fusionarlo" a su propio gobierno real, enviando así el mensaje que las manifestaciones en las calles de Quito y el gobierno militar liderado por Sandoval y Mendoza son una misma causa. Como parte del proceso de "fusión" entre los dos gobiernos autodeclarados —Junta de Salvación Nacional de los manifestantes y Consejo Supremo de Estado de los generales— las Fuerzas Armadas le ordenan a Lucio Gutiérrez renunciar a su puesto en la agrupación Junta de Salvación Nacional y que sea reemplazado por el Comandante del Comando Conjunto de las Fuerzas Armadas y Ministro de Defensa de Mahuad, Carlos Mendoza.
Finalmente en la madrugada del día 22, el Consejo Supremo de Estado (formado por la comandancia de las Fuerzas Armadas del Ecuador) con Telmo Sandoval autonombrado públicamente como jefe de Estado de Ecuador, ante el fracaso en obtener reconocimiento internacional de un gobierno militar de las Fuerzas Armadas de Ecuador, obligó a Mendoza a disolver la agrupación Junta de Salvación Nacional. El Consejo Supremo de Estado decidió entregar el gobierno al vicepresidente Gustavo Noboa, por lo que para formalizar el traspaso del efímero gobierno militar a Noboa, fue posesionado como Presidente al día siguiente por los parlamentarios del Congreso en una ceremonia convocada ad hoc, aduciendo como justificación jurídica un supuesto "abandono del poder" por parte de Mahuad. El mismo alto mando militar que había formado el golpista Consejo Supremo de Estado, ahora autodisuelto, ordenó dentro de la disciplina militar el arresto de todos los oficiales que participaron en la agrupación Junta de Salvación Nacional, quienes fueron amnistiados por los parlamentarios del Congreso durante la administración de Noboa aunque no pudieron continuar su carrera militar. Los líderes del Consejo Supremo de Estado que le cedieron el poder a Gustavo Noboa no sufrieron consecuencias disciplinarias ni judiciales y siguieron su carrera militar.
En la tarde del 22 de enero y en condición de ciudadano, Jamil Mahuad dio un breve discurso por el canal Ecuavisa en el que explicó que su situación no era la de un presidente que renuncia o abandona el poder, sino la de un presidente derrocado por generales del ejército, e inmediatamente se retiró a los Estados Unidos como exiliado político y profesor de politología en la Universidad de Harvard.